# 稲垣俊介
稲垣 俊介（いながき しゅんすけ、1977年 ‐ ）は、日本の情報教育実践者かつ研究者。山梨大学教育学部附属教育実践総合センター准教授。

## 主な研究テーマ
- 情報モラル教育　インターネット依存に関する研究[1]
  - インターネット依存に関する分析と評価
  - 情報社会での社会的スキルの育成と評価
  - ソーシャルスキルトレーニングを用いた授業設計と評価[1]

- 情報入試に関する研究
  - 情報入試に対応した授業の設計

## 来歴
東京理科大学理学部卒業, 学士（理学）。放送大学大学院文化科学研究科修了, 修士（学術）。東北大学大学院情報科学研究科修了。「高校生のインターネット依存傾向に関連する心理・行動特性の研究」で東北大学より博士（情報科学）を取得。
一般企業、専門学校の教員、私立中学高等学校の教員を経て、2007年度より東京都立高等学校の情報科教員となる。東京都立杉並総合高等学校・情報科教諭、東京都立桜修館中等教育学校 情報科教諭, 東京都立江北高等学校・情報科主任教諭（主任教諭は2016年から）、東京都立神代高等学校情報科主任教諭。
2024年3月東京都を退職し、2024年4月より山梨大学教育学部附属教育実践総合センター准教授。筑波大学 情報学群非常勤講師（2019‐）、國學院大學・教育開発推進機構・非常勤講師（2019年‐）も務める。
IAFOR (国際学術フォーラム)iiceHawaii2025にて「高校IT教育におけるデータ活用の動向：全国全高情研大会17回分（468件）の発表分析」の発表を行うなど国際的な活動を行っている。

## 所属委員会
これまでに東京都高等学校情報教育研究会・役員、一般日本教育情報化振興会・情報モラル指導指標開発委員会 、法務省,・法教育推進協議会教材作成部会委員、東京都・「性教育の手引」作成委員会 、文部科学省・高等学校情報科「情報Ⅱ」教員研修用教材の作成WG委員、東京都高等学校情報教育研究会・情報Ⅰ大学入試検討専門委員会 委員長、全国高等学校情報教育研究会・ 第16回全国大会（東京大会）事務局長、情報処理学会・情報入試委員会・会誌「情報処理」編集委員会（教育分野）・コンピュータと教育研究運営委員会委員・情報科教員研修委員・ 、日本情報科教育学会・評議員・情報科教育連携強化委員会委員、文京学院大学 ヒューマン・データサイエンス学部 開設準備委員会 アドバイザーなどをつとめている。

## 所属学会
- 情報処理学会
- 日本教育工学会
- 日本情報科教育学会
- 日本AI音楽学会[1]

## 受賞
情報処理学会
- 2023年8月  情報教育シンポジウムSSS2023 優秀論文賞 - 大学入学共通テスト「情報Ⅰ」における 「データの活用」の分野に則した授業の検討 [11]
- 2024年8月 情報教育シンポジウムSSS2024 優秀発表賞 - 大学入学共通テスト「情報Ⅰ」における 「プログラミング」の分野に則した授業の検討[12]
- 2024年度 山下記念研究賞 - 大学入学共通テスト「情報Ⅰ」における「データの活用」の分野に則した授業の検討[13][14]

## 論文
- Cinii

## 主な書籍等出版物
- 情報モラルの授業:スマホ世代の子どものための主体的・対話的で深い学びにむかう 今度珠美, 稲垣俊介, 原克彦, 前田康裕（共著）日本標準, 2017年10月. ISBN 978-4-82-080625-7
- 情報モラルの授業2.0:スマホ世代の子どものための情報活用能力を育む 今度珠美, 稲垣俊介, 原克彦, 前田康裕（共著）日本標準, 2019年12月. ISBN 978-4-82-080683-7
- 情報I:図解と実習:教授資料（共編者）日本文教出版, 2022年3月. ISBN 978-4-53-620716-4
- (動画・音声・アプリ付) 情報Ⅰ 大学入学共通テスト対策 会話型テキストと動画でよくわかる 植垣新一, 稲垣俊介（監修）インプレス, 2024年1月18日. ISBN 4295018112
- エラーで学ぶPython 間違いを見つけながらプログラミングを身につけよう 中野博幸, 堀田龍也, 稲垣俊介 日経BP, 2024年1月18日. ISBN 4296070819
- 思考力アップ大学入学共通テスト「情報I」 永野直, 稲垣俊介（共著）翔泳社, 2024年3月. ISBN 978-4-79-818321-3
- 得点力アップ 大学入学共通テスト「情報Ｉ」プレミアム問題集［なるほどラボ］（著・監修）翔泳社,2025年７月.ISBN 9784798189451

## メディア報道
- 情報モラル教育はアクティブ・ラーニングで 教育家庭新聞 教育マルチメディア号 2016年1月[15][16]
- 目玉教科「情報」…題材は「LINE外し」から「無理心中」まで 記者が見た“心を揺さぶられる”授業 産経新聞 2017年1月[17]
- ［教育ルネサンス］「情報Ｉ」目前＜3＞スマホ利用 統計で改善 読売新聞2022年1月[18][19]
- （花まる先生 公開授業）生きるため、情報を学ぼう 朝日新聞 花まる先生 公開授業 2022年5月[20][21]
- 「30歳になった私」として語る未来 新科目「情報Ⅰ」、授業に工夫 朝日新聞 2022年5月[22]
- 闇バイトから子どもを守る　学校も保護者も警戒レベル上げて　教育新聞　2024年12月[23]
- 豪州での16歳未満のSNS禁止 日本での議論は？教育新聞　2024年12月[24]
- 大学入学共通テスト初実施の「情報Ⅰ」は簡単だった？　プロの目から見た試験内容とは 　一般社団法人共同通信社2025年2月[25]
- 思考力問われた、共通テスト「情報１」　教諭らが振り返るオンラインセミナー　朝日新聞　2025年２月[26]
- 横断的な思考力問う共通テスト「情報Ⅰ」　実習や探究で授業を再構成　教育家庭新聞 　2025年4月[27]